# 23191 Sujaytyle
23191 Sujaytyle este un asteroid din centura principală de asteroizi.

## Descriere
23191 Sujaytyle este un asteroid din centura principală de asteroizi. A fost descoperit pe 24 august 2000 la Socorro, New Mexico, în cadrul proiectului LINEAR. Asteroidul prezintă o orbită caracterizată de o semiaxă mare de 2,90 ua, o excentricitate de 0,19 și o înclinație de 1,5° în raport cu ecliptica.